# Cacopsylla nigranervosa
Cacopsylla nigranervosa är en insektsart som först beskrevs av Jensen 1956.  Cacopsylla nigranervosa ingår i släktet Cacopsylla och familjen rundbladloppor. Inga underarter finns listade i Catalogue of Life.